# Snamenskoje (Kaliningrad, Tschernjachowsk)
Snamenskoje (russisch Знаменское, deutsch Triaken (Kirchspiel Jodlauken), 1938–1945 Schwerfelde) ist eine ehemalige Ortschaft bei Tschernjachowsk (Insterburg) in der russischen Oblast Kaliningrad.
In der alten prußischen Sprache bedeutete Triaken Drei-Achen, d. h. drei Wasser oder Teiche.

## Geschichte
Bis 1945 gehörte Triaken, das am 16. Juli 1938 in Schwerfelde umbenannt wurde, zum Amtsbezirk Jodlauken (1938–1946 Schwalbental, heute Wolodarowka) des Landkreises Insterburg in Ostpreußen, wohin es bereits seit 1785 gepfarrt war. 1933 lebten in dem Dorf 261 Einwohner, 1939 waren es 281.
1947 wurde der Ort in Snamenskoje umbenannt. In der ersten Hälfte der 1980er-Jahre existierte das Dorf nicht mehr. Die ehemalige Ortslage befindet sich im äußersten Südwesten des Rajons Tschernjachowsk auf dem Territorium des Dorfes Wolodarowka (Jodlauken/Schwalbental).
Das frühere Triaken (Kirchspiel Jodlauken) südwestlich von Insterburg ist nicht zu verwechseln mit einem weiteren, gleichnamigen, im Kreis Insterburg nordwestlich der Stadt gelegenen Dorf, das zum Kirchspiel Berschkallen (heute Gremjatschje) gehörte, 1938 in Tricken und 1950 zusammen mit dem benachbarten Grüneberg in Katschalowo umbenannt wurde und heute ebenfalls nicht mehr existiert.

## Persönlichkeiten
- Franz Willuhn (1885–1979), Reichskabinettsrat